# Grand Prix automobile de Caen 1952

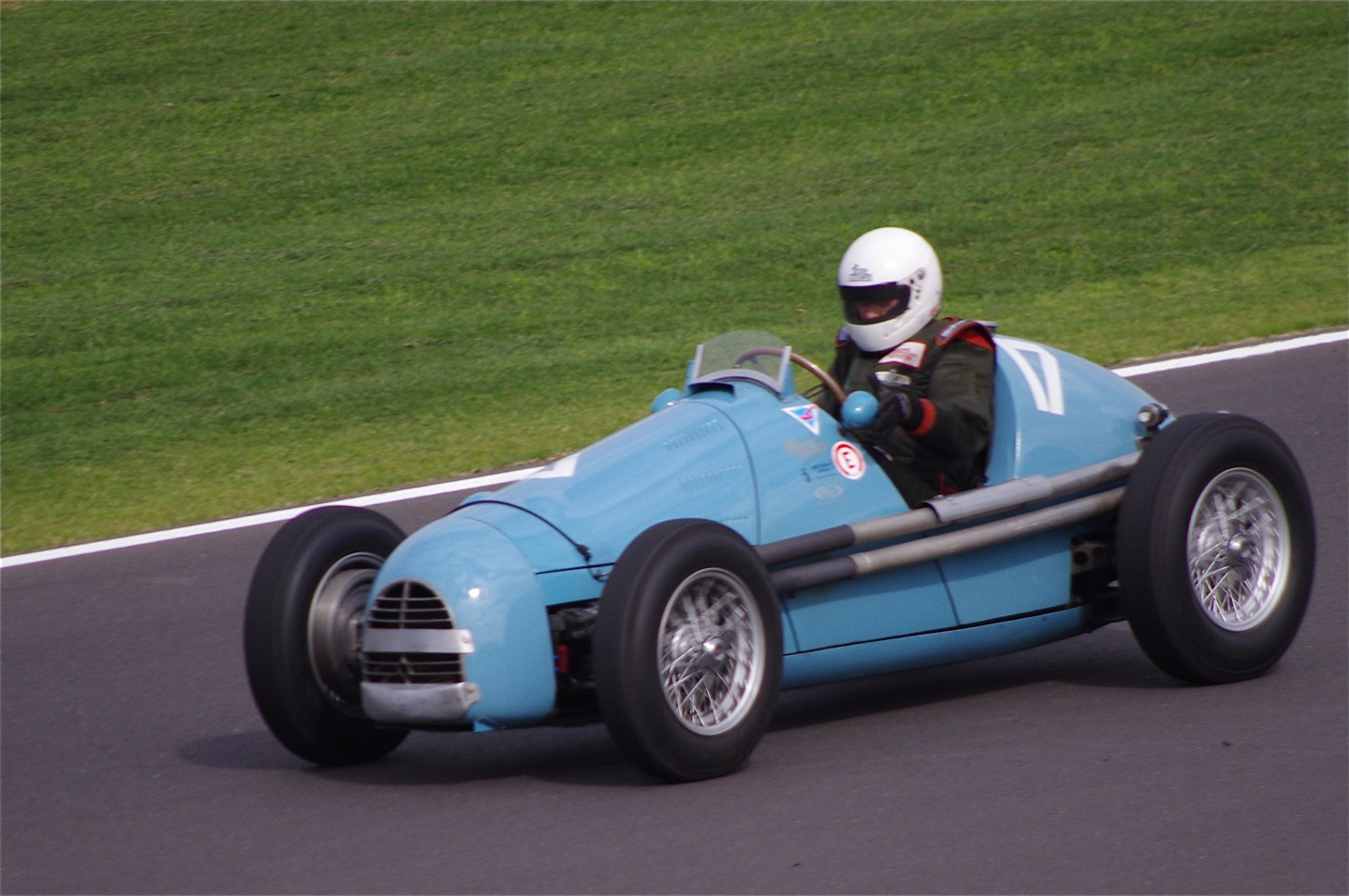
Une Gordini T16 (première lauréate).

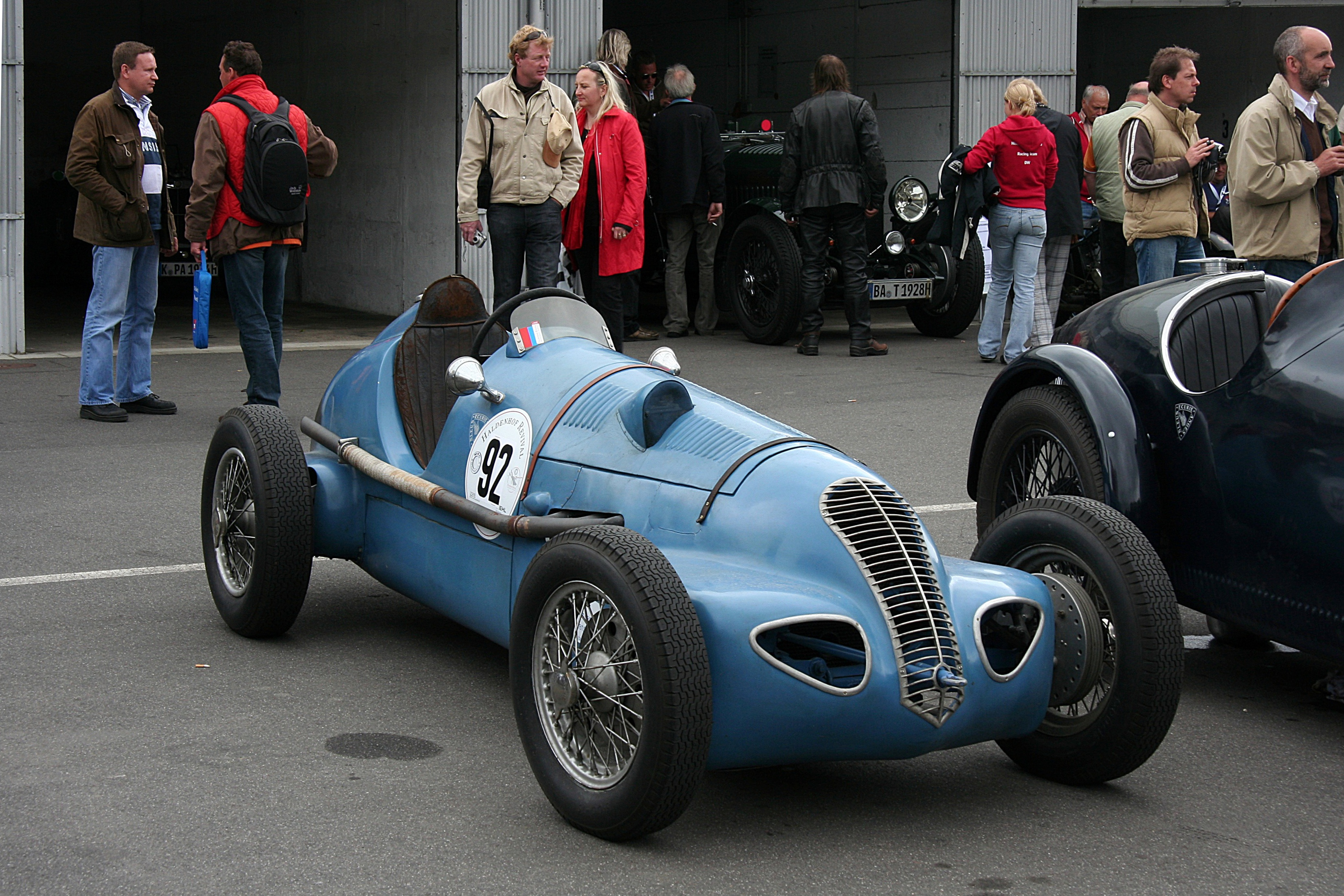
Autre voiture de la première édition, "La Pintade" 1.3 l, voiture personnelle de Théo Martins (une Simca Spéciale, dernière classée).

Le premier Grand Prix de Caen est une course de Formule 2 organisée le 27 juillet 1952 sur le circuit de la Prairie à Caen. La course s'est déroulée sur 75 tours de circuit et a été remportée par le pilote français Maurice Trintignant au volant d'une Gordini Type 16, devant son coéquipier Jean Behra, deuxième, et Louis Rosier, troisième avec une Ferrari 500,.

## Classement
| Pos | No. | Pilote                | Équipe         | Constructeur          | Temps/Abandon              | Position sur la grille |
| --- | --- | --------------------- | -------------- | --------------------- | -------------------------- | ---------------------- |
| 1   | 8   | Maurice Trintignant   | Équipe Gordini | Gordini Type 16       | 2 h 15' 34".4, 134.90 km/h | 1                      |
| 2   | 6   | Jean Behra            | Équipe Gordini | Gordini Type 16       | +36" 6                     |                        |
| 3   | 2   | Louis Rosier          | Écurie Rosier  | Ferrari 500           | +2' 230                    | 2                      |
| 4   | 4   | Armand Philippe       | Écurie Rosier  | Ferrari 166           | +7 tours                   |                        |
| NC  | 30  | Michel Aunaud         | Écurie Jeudy   | DB-Panhard            | +9 tours                   |                        |
| NC  | 24  | René Bonnet           | Écurie Jeudy   | DB-Panhard            | +9 tours                   |                        |
| NC  | 32  | Louis Pons            | Louis Pons     | DB-Panhard            | +11 tours                  |                        |
| NC  | 26  | Pierre Chaussat       | Écurie Jeudy   | DB-Panhard            | +13 tours                  |                        |
| NC  | 22  | Jean Morel            | Jean Morel     | Cisitalia D46         | +17 tours                  |                        |
| NC  | 20  | Theo Martin           | Theo Martin    | Simca-Gordini         | +21 tours                  |                        |
| Ab  | 16  | André Simon           | HW Motors Ltd  | HWM-Alta              |                            |                        |
| Ab  | 14  | Yves Giraud-Cabantous | HW Motors Ltd  | HWM-Alta              | roue                       | 3                      |
| Ab  | 12  | Jacques Pollet        | Équipe Gordini | Simca Gordini Type 15 |                            |                        |
| Ab  | 10  | Harry Schell          | Équipe Gordini | Simca Gordini Type 15 | boîte de vitesse           |                        |
| Ab  | 18  | Marcel Balsa          | Marcel Balsa   | BMW Special-BMW 328   | démarreur                  |                        |
| Ab  | 28  | Alphonse de Burnay    | Écurie Jeudy   | DB-Panhard            |                            |                        |

## Crédit d'auteurs
- (en) Cet article est partiellement ou en totalité issu de l’article de Wikipédia en anglais intitulé « 1952 Caen Grand Prix » (voir la liste des auteurs).